# Grafton Group
Die Grafton Group plc. ist ein irisches Unternehmen, das seinen Sitz in Dublin, Irland hat. Es vertreibt Baumaterialien. Zu seinen Segmenten gehören Vertrieb, Einzelhandel und Produktion. Das Segment Distribution beschäftigt sich mit dem Vertrieb von Baumaterialien in erster Linie an professionelle Handwerker. Hierfür verfügt das Unternehmen über ein Netz von 316 Filialen in Großbritannien, Irland, den Niederlanden und Finnland. Das Segment Einzelhandel betreibt das Do-it-yourself-  und Heimwerkergeschäft über ein Netz von 35 Filialen, die hauptsächlich Einzelhandelskunden mit Produkten für Heimwerker und für Haus und Garten beliefern. Das Segment Manufacturing umfasst die Herstellung von Trockenmörtel in Großbritannien in 10 Werken, von maßgefertigten Treppen im Vereinigten Königreich und eine Kunststoffproduktion in Irland.
Das Unternehmen ist an der Londoner Börse gelistet und Teil des FTSE 250 Index.

## Geschichte
Das Unternehmen wurde 1902 von William Chadwick als Chadwicks (Dublin) Ltd. gegründet. Unternehmenszweck war der Import und Vertrieb von Zement und Gips. 1931 wurde es als Concrete Products of Ireland als private limited company registriert. Im Jahr 1945 erwarb der Baustoffhersteller Marley Limited eine Minderheitsbeteiligung an der Firma im Austausch gegen moderne Maschinen zur Fliesenproduktion. 1947 produzierte Concrete Products of Ireland seine ersten Betonblöcke. 1956 begann die Produktion von PVC-Bodenbelägen.
1965 erfolgte der Börsengang, wobei Marley Limited seine Beteiligung auf 51 % aufstockte. 1967 begann die Expansion von Chadwicks mit einer neuen Filiale in Kilkenny. 1987 beschloss Marley, sich auf die Herstellung von Baumaterialien zu konzentrieren und verkaufte seine Mehrheitsbeteiligung an Concrete Products of Ireland an das Management und institutionelle Anleger. Das Unternehmen wurde in Grafton Group umbenannt. 1988 führte Grafton seine erste Akquisition in Großbritannien mit dem Erwerb von Williams, einem Heizungs- und Sanitärunternehmen, das der Gruppe Kenntnisse auf dem großen britischen Handelsmarkt verschaffte. In den 1990er Jahren folgte der Erwerb von weiteren Unternehmen im Vereinigten Königreich und Irland.
2003 wurde erstmals die Umsatzgrenze von 1 Mrd. € überschritten. 2006 wurde Plumbworld erworben, der größte britische Online-Badhändler. 2008 erfolgte der Eintritt in den belgischen Markt. 2013 wurde die Grafton Group an der Londoner Börse zugelassen. 2014–2016 folgten weitere Erwerbungen im Vereinigten Königreich. 2015 wurde der niederländische Markt betreten, 2018 der belgische Markt verlassen. 2020 wurde Stairbox in Großbritannien übernommen und 2021 der finnische Markt betreten.